# Eucharia moerens
Eucharia moerens là một loài bướm đêm thuộc phân họ Arctiinae, họ Erebidae.